# Peko Takow

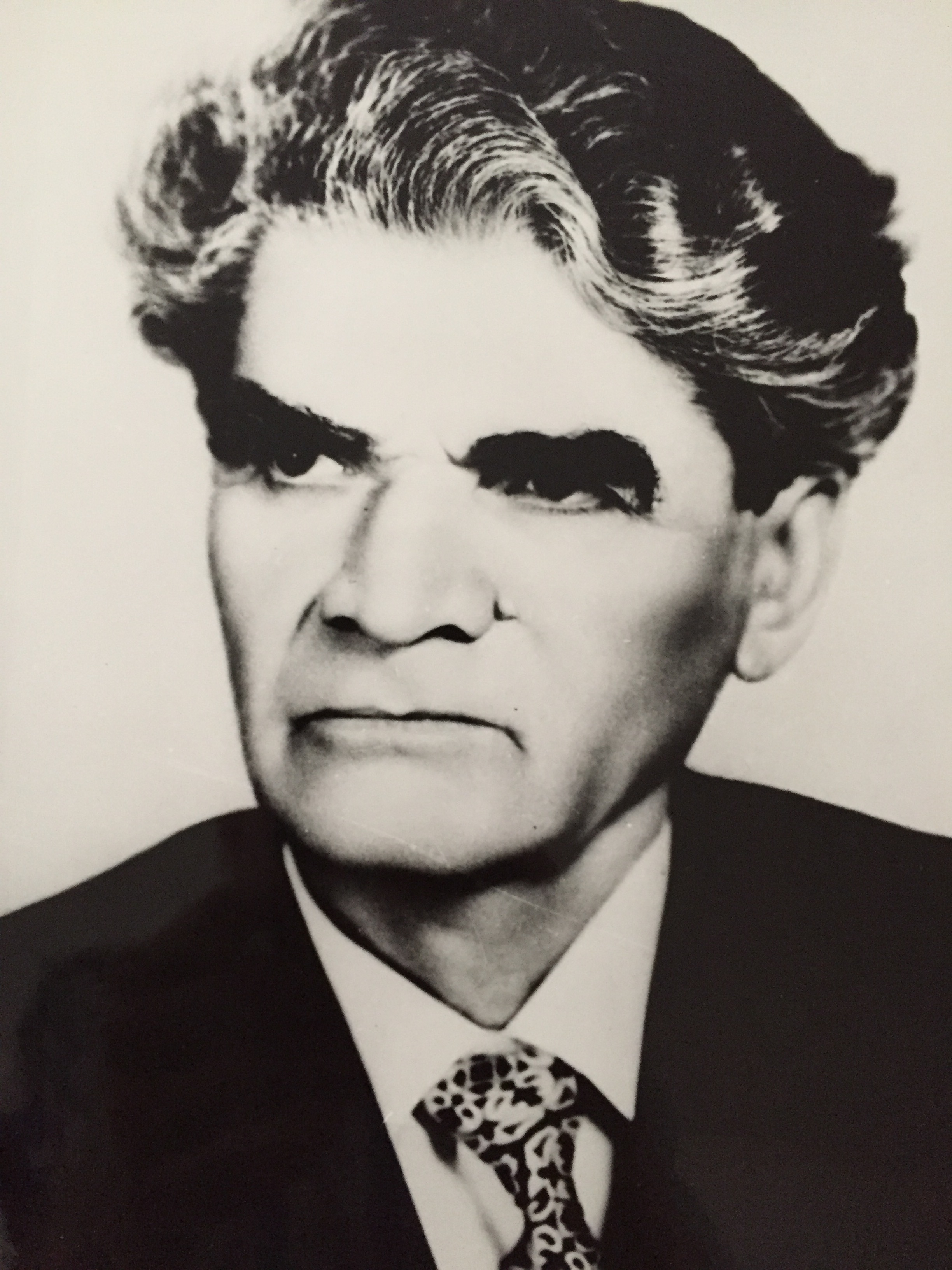
Peko Takow

Peko Petrow Takow (bulgarisch Пеко Петров Таков; * 15. August 1909 in Mesdra; † 29. Juni 2001 in Sofia) war ein bulgarischer Politiker.

## Leben
Takow trat im Jahr 1926 dem Kommunistischen Jugendverband Bulgariens bei und war ab 1928 Mitglied der Bulgarischen Kommunistischen Partei. Wegen seiner politischen Aktivitäten war er von 1934 bis 1941 inhaftiert. Ab Juni 1941 arbeitete er politisch in der Illegalität. 1943 wurde er politischer Kommissar der 11. Aufständischen operativen Zone. In Abwesenheit wurde er in diesem Jahr zum Tode verurteilt.
Von 1949 bis 1962 war Takow Vorsitzender des Zentralen Genossenschaftsverbandes. Ab 1954 war er Mitglied des Zentralkomitees seiner Partei. 1966 wurde er Kandidat und 1979 dann Mitglied des Politbüros. Von 1962 bis 1971 war er bulgarischer Minister für Binnenhandel. Ab 1971 war er stellvertretender Vorsitzender des Staatsrats.
Takow wurde als Held der Volksrepublik Bulgarien, Held der Sozialistischen Arbeit und mit dem Orden Georgi Dimitrow ausgezeichnet.